# Феміністичний рух

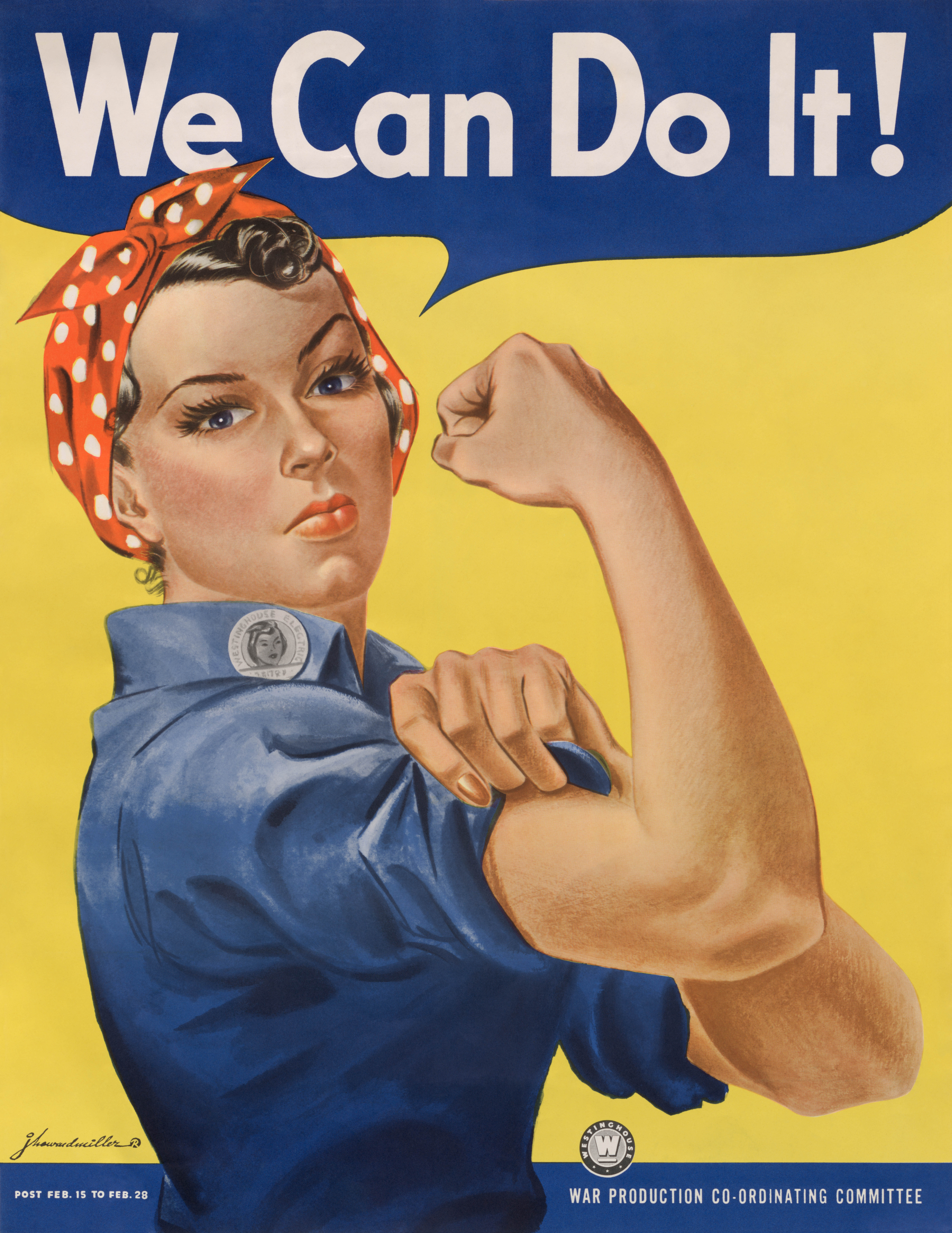
Військово-пропагандистський плакат «Ми можемо це!» 1943 року знову використали як символ феміністичного руху у 1980-х роках.

Феміністичний рух, також відомий як жіночий рух, належить до низки соціальних рухів і політичних кампаній за радикальні та ліберальні реформи щодо порушень прав жінок, спричинених нерівністю між чоловіками та жінками. Такими питаннями є звільнення жінок, репродуктивні права, домашнє насильство, репродуктивні відпустки, рівна оплата праці, виборче право жінок, сексуальні домагання та сексуальне насильство. Пріоритети руху розширилися з моменту його зародження в 1800-х і різняться між націями та громадами. Пріоритети варіюються від протидії каліченню вульви в одній країні до протидії скляній стелі в іншій.
У деяких частинах західного світу фемінізм був безперервним рухом з початку ХХ століття. Під час свого зародження фемінізм пройшов через серію з чотирьох визначних моментів, які називають хвилями. Фемінізм першої хвилі був зорієнтований передбачав виборювання виборчого права та політичної рівності, освіти для жінок, права власності, лідерства в організації та свободи шлюбу. Фемінізм другої хвилі намагався боротися з соціальною та культурною нерівністю. Хоча перша хвиля фемінізму охоплювала переважно білих жінок середнього та вищого класу, друга хвиля залучила жінок різних соціальних класів, кольорових жінок та жінок з інших країн, що розвиваються, які шукали солідарності. Фемінізм третьої хвилі продовжив боротьбу з фінансовою, соціальною та культурною нерівністю у бізнесі та в домашньому житті, а також відновив кампанії за більший вплив жінок у політиці та медіа. У відповідь на політичний активізм феміністки також були змушені зосередити увагу на репродуктивних правах жінок, таких як право на аборт. Фемінізм четвертої хвилі досліджує взаємозв'язані системи влади, які сприяють соціальному розшаруванню традиційно маргіналізованих груп, а також світу навколо них.

## Історія
Основа жіночого руху з моменту його зародження ґрунтується на несправедливості нерівності між чоловіками та жінками. Протягом всієї історії стосунки між чоловіком і жінкою були стосунками патріархального суспільства, яке посилалося на закон природи як на виправдання, що вважалося таким, що жінки нижчі за чоловіків. Аллан Джонсон, соціолог маскулінності, писав про патріархат: «Патріархат заохочує чоловіків шукати безпеку, статус та інші винагороди через контроль; боятися здатності інших чоловіків контролювати їх і завдавати їм шкоди; і вважати контроль найкращим захистом від втрат і приниження, а також найвірнішим шляхом до того, чого вони потребують і чого бажають» (Джонсон 26). У дофеміністичну епоху від жінок очікувалося, що вони будуть належними, делікатними та емоційними доглядальницями домашнього господарства. Їх виховували таким чином, що для них головним пріоритетом було знайти чоловіка, який би піклувався про них, і створити сім'ю. Мері Волстонкрафт написала про жінок у своїх романах 1792 року «На захист прав жінок» та «На захист прав чоловіків»: «…бо, подібно до квітів, посаджених у надто багатий ґрунт, сила і корисність приносяться в жертву красі; і пишне листя, потішивши вибагливе око, в'яне, знехтуване на стеблі, задовго до сезону, коли воно мало б досягти зрілості в жертву» (Волстонкрафт 9). Ранні ідеї та активність профеміністичних переконань до існування феміністського руху описуються як протофеміністські.
Протофеміністки в США організувалися перед з'їздом у Сенека-Фоллз як частина руху за виборче право, скасування рабства та інших рухів. Рухи за гендерну рівність практикувалися в націях хауденосауні (ірокезів) задовго до колонізації Америки (Вагнер, Штайнем 45). Дехто визнає початок феміністичного руху в 1832 році, як Американське товариство проти рабства (AASS) і Коннектикутське жіноче товариство проти рабства, засноване ще в 1833 році (Wagner, Steinem 48). До 1837 року по всій країні було створено 139 товариств AASS (Wagner, Steinem 47). Перший національний з'їзд AASS відбувся в Нью-Йорку в 1837 році (Вагнер, Стейнем 48). Під час першого з'їзду обговорювалося, чи можуть в ньому брати участь чорношкірі жінки (48). На другому і третьому з'їздах лунали вимоги, щоб з'їзди були відкритими для афроамериканського лідерства і членства. Увечері другого з'їзду, що проходив у Філадельфійському залі, після того, як засідання було перервано і учасники розійшлися, натовп розлючених людей спалив зал (49). Питання, що обговорювалися, включали голосування, гноблення і рабство, і заклали основу для майбутніх рухів.
15 листопада 1895 року Елізабет Кеді Стентон написала звернення, в якому описала, як, на її думку, Конвенція Сенека-Фоллс «… була першою конвенцією з прав жінок, яка коли-небудь проводилася в світі… декларація була прочитана та підписана більшістю присутніх, і прийнято ряд радикальних резолюцій» (356-7). Спогади Стентон спонукали істориків з 1950-х вважати Конвенцію Сенека-Фоллз 1848 року (на якій почався Рух за жіноче виборче право в Сполучених Штатах) найпершим північноамериканським феміністським рухом. З'їзд збирався щорічно протягом 15 років. Учасниці склали Декларацію переконань Сенека-Фоллз, в якій окреслили ідеологію та політичну стратегію нового руху.
Найбільш ранніми північноамериканськими та європейськими міжнародними жіночими організаціями були Міжнародна рада жінок, заснована у 1888 році у Вашингтоні, округ Колумбія, США. Термін «феміністичний рух» був введений наприкінці XIX століття, щоб відрізнити феміністичний рух від жіночого руху, дозволяючи включення профеміністичних чоловіків. Таким чином, новий рух спонукав таких профеміністів, як Джордж Ленсбері з Британської Лейбористської партії, у 1906 році виставити свою політичну кандидатуру за списком феміністок. У міру зростання обізнаності про феміністичні рухи транснаціональний фемінізм та націоналістичні феміністичні рухи утвердилися у всьому світі. Пріоритети та ідеї різняться залежно від політичних чи культурних позицій жінок у регіоні, де зароджується кожен рух. Загальні теми політики феміністичної коаліції включають відсутність юридичних прав, бідність, медичну вразливість та трудову діяльність. Ці політичні питання часто організовані навколо поділу за класами, кастами, етнічної приналежності, релігії, сексуальності, національності та віку. У 1905 році ранні російські націоналістичні феміністичні активістки заснували Всеросійський союз за рівноправність жінок, дозволивши жінкам голосувати та спільну освіту. У 1931 році в Лахоре, на території тодішньої Британської Індії, відбутися Всеазійська жіноча конференція. Ця зустріч є одним із прикладів періоду часу, який «продемонстрував взаємодію жінок у різних сферах».Дух конференції можна розуміти як Міжнародний або глобальний фемінізм.

### Дофеміністичне суспільство
Феміністичний рух був постійною силою протягом всієї історії. Немає способу визначити точну дату, коли вперше зародився феміністський рух, оскільки жінки та чоловіки писали на цю тему тисячоліттями. Наприклад, поетеса зі Стародавньої Греції Сапфо, яка народилася приблизно в 615 р. до н. е., набула популярності як відома поетеса в той час, коли писемним словом займалися переважно чоловіки. Вона писала вірші, серед іншого, про сексуальність.
Від початку феміністичного руху в західному суспільстві існувало чотири основні хвилі фемінізму, кожна з яких мала свої особливості боротьби за права жінок.  Перша хвиля була в 1840-х роках. Вона базувалася на освіті, праві на власність, лідерство в організаціях, виборчому праві та подружніх свободах. Друга хвиля була в 1960-х роках. Вона базувалася на гендерних питаннях, сексуальній емансипації жінок, репродуктивних правах, можливостях працевлаштування для жінок, насильстві над жінками та змінах у законах про опіку та розлучення. Третя хвиля припала на 1990-ті роки. Третя хвиля була в 1990-х роках. Вона базувалася на індивідуалізмі, різноманітності, перевизначив те, що означає бути феміністкою, інтерсекціональності, сексуальному позитивному ставленні, трансфемінізмі та постмодерністському фемінізмі. Нарешті, четверта хвиля почалася в 2000-х роках і зараз триває. Вона базується на розширенні прав і можливостей жінок, ганьбі над тілом, сексуальних домаганнях, духовних турботах, правах людини та турботах про планету. Феміністичний рух тривав і в періоди між хвилями, але не в таких масштабах, як чотири великі рухи.
Перше задокументоване зібрання жінок для створення руху зі спільною метою відбулося 5 жовтня 1789 року під час Французької революції . Пізніше цю подію назвали Жіночим маршем на Версаль. Зустріч була заснована на нестачі їжі, високих ринкових цінах і страху перед новим голодом у Франції. У цей день жінки планували зібратися на ринку разом з революціонерами. Зібравшись, натовп увірвався в Готель де Віль (мерія Парижа), де зберігалася зброя. Потім озброєний натовп рушив до Версальського палацу, щоб привернути увагу короля Людовіка XVI до високих цін і нестачі продовольства. Протягом часу, що залишився на троні короля Людовика XVI, він припинив боротьбу з революціонерами. Марш означав своєрідну зміну влади, показуючи, що сила є в народі, і зменшив уявлення про непереможність монарха.
Французька революція почалася з нерівності, яку відчували громадяни Франції, і стала реакцією на Декларацію прав людини і громадянина, яка була підписана в серпні 1789 року. Декларація надала права чоловікам, яких називали активними громадянами. Активне громадянство надавалося чоловікам Франції, яким виповнилося двадцять п'ять років або старшим, які працювали та сплачували податки, і яких не можна було називати прилугою. Декларація виключала населення, яке складалося з жінок, іноземців, дітей і слуг, як пасивних громадян. Пасивні громадяни, зокрема француженки, зосередили свою боротьбу на здобутті громадянства та рівноправності.
Однією з перших жінок, яка заговорила про права та нерівність жінок, була французька драматургиня Олімпія де Гуж, яка у 1791 році написала «Декларація прав жінки і громадянки» на відміну від «Декларації прав людини і громадянина». Відома її заява: «Жінки народжуються вільними і є рівними з чоловіками в законі. Соціальні відмінності можуть бути засновані виключно на загальній корисності» (De Gouges 1791). Олімпія використала свої слова, щоб закликати жінок висловитися та взяти під контроль свої права. Вона продемонструвала подібність між громадянськими обов'язками чоловіків і жінок і згуртованість, яка виникає, якщо обидві статі вважаються рівними.
Британська філософиня і письменниця Мері Волстонкрафт опублікувала в 1792 році те, що вважається першим феміністичним договором про права жінок, «На захист прав жінок». Вона наполягала на питанні рівності між чоловіками та жінками, заявляючи: «Жодне суспільство не може бути ані доброчесним, ані моральним, поки половина населення підкоряється іншою половиною» (Wollstonecraft 2009 р. 59).
Далі вона писала про закон природи та бажання жінок більше представляти себе, вимагати поваги та рівності від своїх колег-чоловіків: «…чоловіки намагаються опустити нас ще нижче, просто щоб зробити з нас привабливі об'єкти для на мить, і жінки, сп'янілі обожнюванням, яке чоловіки, під впливом своїх почуттів, платять їм, не бачать, щоб отримати тривалий інтерес у своїх серцях або стати друзями побратимів, які знаходять розвагу в їхнє суспільство» (Волстонкрафт 2008, с. 10).
У середині ХІХ століття жіночий рух розвивався в результаті прагнення жінок покращити свій статус і корисність у суспільстві. Ненсі Котт, історикиня і професорка, писала про цілі феміністичного руху: «ініціювати заходи благодійної доброзичливості, поміркованості та соціального добробуту та ініціювати боротьбу за громадянські права, соціальні свободи, вищу освіту, оплачувані професії та виборчі бюлетені» (Котт 1987, с. 3). Постановка цих цілей була результатом зростання усвідомлення жінками ненадійності їхнього становища в патріархальному суспільстві 1800-х років. Рух, що розвивався, пропагував низку нових жіночих образів: Справжня Жінка, Реальна Жінка, Публічна Жінка та Нова Жінка (Cruea 2005, с. 2).
Справжня жіночність була ідеалом того, що жінки повинні бути чистими та моральними. Справжню жінку виховували, навчаючись манерам і підкоряючись чоловікам, щоб бути хорошою дружиною та матір'ю.
Громадська жіночість прийшла разом із тим, що жінкам було дозволено працювати вдома, як-от доглядати за хворими, викладати та працювати секретарями, які раніше виконували чоловіки, але корпорація могла платити жінкам набагато менше, ніж чоловікам.
Нова жіночність базувалася на усуненні традиційної відповідності жіночих ролей, неповноцінності порівняно з чоловіками та більш повноцінному житті.
У 1820-х роках жіночий рух, який тоді називався Рух стриманості, поширився з Європи та перемістився до Сполучених Штатів. Жінки почали говорити про вплив вживання алкоголю на моральність їхніх чоловіків і звинувачувати їх у проблемах у сім'ї. Вони закликали до реформування моралі, розпочавши боротьбу за «сухий закон». Вони закликали обмежити або заборонити продаж і споживання алкоголю, що було прийнято лише у 1920 році. Жінки, які боролися за тверезість, прийшли до усвідомлення, що без можливості голосувати з питань, за які вони боролися, нічого не зміниться.

## Феміністичний рух у західному суспільстві
Історію фемінізму в США, Канаді та низці країн Західної Європи вчені поділяють на три етапи: фемінізм першої, другої та третьої хвилі. Нещодавні (початок 2010-х) дослідження показують, що може бути четверта хвиля, яка частково характеризується новими медіа- платформами.
Порядок денний феміністичного руху включає дію як протилежність нібито патріархальним напрямам у панівній маскулінній культурі. Незважаючи на різницю під час прогресування «хвиль», це рух, який намагався кинути виклик політичній структурі, владним особам і культурним переконанням або практикам.
Хоча попередники фемінізму можна знайти далеко до XVIII століття, насіння сучасного феміністичного руху було посіяно в кінці того століття. Христина Пізанська, письменниця пізнього середньовіччя, була, можливо, першою феміністкою в західній традиції. Вважається, що вона була першою жінкою, яка заробляла на життя письменництвом. Феміністська думка почала набувати більш суттєвої форми в епоху Просвітництва, коли такі мислителі, як леді Мері Вортлі Монтегю та маркіз де Кондорсе, виступали за освіту жінок. Перше наукове товариство для жінок було засновано в Мідделбурзі, місті на півдні Голландської республіки, в 1785 році.

### Перша хвиля фемінізму
Хоча феміністичний рух уже почався в Америці з Руху стриманості, перша хвиля фемінізму, відома як рух суфражисток, почалася 19–20 липня 1848 року під час першої Конвенції за права жінок у Сенека-Фоллз, Нью-Йорк. З'їзд зібрав понад 300 осіб, переважно білих жінок середнього класу. 68 жінок і 32 чоловіки підписали «Декларацію переконань», яка закликала до рівних прав жінок і чоловіків на основі освіти, права на власність, організаційного керівництва, права голосу та свободи шлюбу.
3 березня 1913 року суфражистки провели парад у Вашингтоні, округ Колумбія. Перший парад суфражисток також став першим маршем за громадянські права у Вашингтоні. Його координували Еліс Пол і Національна американська асоціація суфражисток. Парад зібрав понад 5000 учасниць на чолі з Інес Мілголланд. Парад був стратегічно запланований на день перед інавгурацією президента Вудро Вільсона, яка зібрала багато людей до Вашингтона. Жінки зібралися перед Капітолієм США, а потім пройшли чотирнадцять кварталів до Міністерства фінансів. Парад проходив крізь натовп розлючених глядачів, які словесно та фізично ображали жінок. Повідомлялося, що через поранення до кінця демонстрації щонайменше 100 осіб були доставлені до лікарні.
У 1918 році Кристал Істмен написала статтю, опубліковану в Birth Control Review, вона стверджувала, що контрацепція є фундаментальним правом для жінок і має бути доступною як альтернатива, якщо вони хочуть повною мірою брати участь у сучасному світі. «Коротше кажучи, якщо фемінізм, свідомий, сміливий і розумний, очолить вимогу, він буде підтриманий таємним прагненням всіх жінок контролювати розмір своєї сім'ї, і держава з виборчим правом повинна швидко скасувати ці старі закони, які стоять на шляху до контрацепції». Вона заявила:«Я не вірю, що в межах цієї держави є хоч одна жінка, яка не вірить у контрацепцію!» (Істман 1918).
Жінки, які доклали перших зусиль до виборчого права, походили з більш стабільних і привілейованих верств населення і мали змогу присвятити час і енергію змінам. Таким чином, початкові зміни для жінок принесли користь переважно білим жінкам середнього та вищого класів. Під час другої хвилі феміністичний рух став більш інклюзивним для кольорових жінок та жінок різних культур.

### Друга хвиля фемінізму
Друга хвиля фемінізму 1960-х років була названа Le Mouvement de Libération des Femmes (Рух визволення жінок). Це був найбільший і найширший громадський рух в історії США. Друга хвиля була заснована навколо суспільно-політичного та культурного руху. Активісти боролися за гендерні проблеми, сексуальне звільнення жінок, репродуктивні права, можливості працевлаштування для жінок, насильство над жінками та зміни в законах про опіку та розлучення. Вважається, що феміністський рух привернув до себе увагу в 1963 році, коли Бетті Фрідан опублікувала свій роман «Загадка жіночності». Фрідан писала про «проблему, яка не має імені» (Friedan 1963), як спосіб описати депресію, яку жінки відчували через обмежений вибір у житті. Читаючи «Загадка жіночності», жінки виявили, що вони пов'язані з тим, що написала Фрідан. Жінки були змушені поглянути на себе так, як не дивилися раніше. Вони побачили в собі все те, від чого відмовилися в ім'я конформізму.
Жіночий рух став більш популярним у травні 1968 року, коли жінки знову почали читати ширше книгу «Друга стать», написану в 1949 році захисницею прав жінок Симоною де Бовуар (і вперше перекладену англійською мовою в 1953 році; пізніший переклад 2009). Де Бовуар пояснила, чому талановитим жінкам важко стати успішними. Серед перешкод, які перераховує де Бовуар, — нездатність жінок заробляти стільки ж грошей, скільки заробляють чоловіки в тій самій професії, домашні обов'язки жінок, брак підтримки талановитих жінок з боку суспільства, а також страх жінок, що успіх призведе до роздратованого чоловіка або завадить їм взагалі знайти собі чоловіка. Де Бовуар також стверджує, що жінкам бракує амбіцій через те, як їх виховують, зазначаючи, що дівчаткам кажуть виконувати обов'язки своїх матерів, тоді як хлопчикам — перевершити досягнення своїх батьків. Поряд з іншими впливами, такими як Бетті Фрідан, творчість Сімони де Бовуар допомогла другій хвилі феміністичного руху консолідуватися. Серед учасниць жіночого визвольного руху — Сімона де Бовуар, Крістіан Рошфор, Крістін Делфі та Анна Трістан.
Вирішальним моментом у 1960-х роках стала демонстрація протесту проти конкурсу «Міс Америка» в Атлантик-Сіті 7 вересня 1968 року, названа «парадом худоби». Метою акції протесту було привернути увагу до стандартів краси та об'єктивізації жінки.
У цю епоху жінки отримали рівні права, такі як право на освіту, право на роботу, а також право на контрацепцію та аборт. Однією з найважливіших проблем, з якою зіткнувся рух «Жіноче визволення», була заборона абортів і контрацепції, які група розглядала як порушення прав жінок. Таким чином, вони зробили декларацію, відому як Маніфест трьохсот сорока трьох, яка містила підписи 343 жінок, які зізналися в тому, що зробили незаконний аборт. Декларація була опублікована у двох французьких газетах, Le Nouvel Observateur і Le Monde, 5 квітня 1971 року. Після публікації група отримала підтримку. Жінки отримали право на аборт із ухваленням Закону про вуаль у 1975 році.

### Фемінізм третьої хвилі
У 1980-х і 1990-х роках у феміністичному русі з'явилася інша перспектива, яка отримала назву фемінізм дівчат або бунтівний фемінізм дівчат. Ідеї цієї епохи пустили коріння з популяризацією феміністської панк-субкультури Riot grrrl в Олімпії, штат Вашингтон, на початку 1990-х років. Феміністки цієї епохи прагнули переосмислити, що означало бути феміністкою. Вони прийняли індивідуалізм і різноманітність і прагнули усунути конформізм. Жінка двадцятого століття думала, що хоче мати все. Вони хотіли професійної кар'єри, а також бути дружиною і матір'ю. Гаррієт Кімбл Рай, докторка філософії, ABPP, FIPA, написала про своє дослідження психоаналітичних перспектив феміністки у ХХ столітті: «Багато з нас озираються назад і, усвідомлюючи тиск, під яким ми боролися, дивуються, як ми зробили те, що зробили, і якою ціною» (Wrye 2009).
11 жовтня 1991 року по телебаченню вийшла перша трансляція справи про сексуальні домагання на робочому місці. Аніта Гілл, яка на той час була професоркою права, звинуватила кандидата у Верховний суд Кларенса Томаса в постійних сексуальних домаганнях. Аніта Гілл розповіла подробиці свого досвіду в суді колегії, що складається з чоловіків. Незважаючи на те, що було чотири підтверджуючі свідки, справу було закрито, а Кларенса Томаса підтвердили у Верховному суді. Хоча справу було відхилено, це спонукало інших жінок висловитися про власний досвід, що призвело до ухвалення Конгресом Закону про громадянські права 1991 року, який передбачав судовий позов проти сексуальних домагань на робочому місці.
У Доповіді ООН про людський розвиток за 2004 рік зазначено, що якщо врахувати як оплачувану роботу, так і неоплачувану домашню роботу, то в середньому жінки працюють більше, ніж чоловіки. У сільській місцевості окремих країн, що розвиваються, жінки виконували в середньому на 20 % більше роботи, ніж чоловіки, або 120 % загальної роботи чоловіків, додатково 102 хвилини на день. У досліджуваних країнах ОЕСР жінки в середньому виконували на 5 % більше роботи, ніж чоловіки, або 105 % загальної роботи чоловіків — додаткові 20 хвилин на день. Однак чоловіки виконували на 19 хвилин більше роботи на день, ніж жінки, у п'яти з вісімнадцяти опитаних країн ОЕСР: Канаді, Данії, Угорщині, Ізраїлі та Нідерландах. За даними ООН Жінки, «жінки виконують 66 відсотків усієї роботи у світі, виробляють 50 відсотків їжі, але заробляють 10 відсотків доходу та володіють 1 відсотком власності».
У ході жіночого руху в західному суспільстві відбулися емоційні зміни, включаючи виборче право жінок, право ініціювати шлюборозлучний процес і розлучення без вини, право жінки приймати індивідуальні рішення щодо вагітності (включаючи доступ до контрацептивів і аборти) і право власності на майно. Це також призвело до широкого працевлаштування жінок за більш справедливу оплату праці та доступу до університетської освіти.

### Фемінізм четвертої хвилі
Феміністичний рух четвертої хвилі розвинувся у ХХІ столітті і має кілька особливостей:
1. Розширення включеності - акцент на включення різноманітних представниць та перспектив. Фемінізм прагне уникнути ексклюзивності та враховує проблеми різних груп жінок - представниць різних рас, класів, сексуальних орієнтацій та ідентичностей.
2. Цифровий активізм - використання цифрових технологій, соціальних мереж та Інтернету для мобілізації, обговорення питань гендерної рівності та виявлення проблем.
3. Культурна рефлексія - аналіз культурних норм, медіа та реклами, спрямовуючи увагу на стереотипи та проблеми у культурному просторі.
4. Боротьба з системним насильством проти жінок, включаючи сексуальне та гендерне насильство, і просування концепції згоди та поваги.
5. Гендерна ідентичність та самовираження - підкреслюється важливість гендерної самоідентифікації, вільного вибору та відмови від упереджених стереотипів щодо гендерної ролі.

## Феміністичний рух у східному суспільстві

### Фемінізм в Китаї
До ХХ століття жінки в Китаї вважалися істотно відмінними від чоловіків. Фемінізм у Китаї почався в ХХ столітті з китайської революції 1911 року. У Китаї фемінізм сильно асоціюється з соціалізмом і класовими питаннями. Деякі коментатори вважають, що такий тісний зв'язок шкодить китайському фемінізму, і стверджують, що інтереси партії ставлять вище інтересів жінок.
У патріархальному суспільстві боротьба за емансипацію жінок означає ухвалення законів, які гарантують жінкам повну расову, статеву, майнову рівність і свободу шлюбу. Для подальшого усунення спадщини класового суспільства патріархальних жінок (утоплення немовлят, корсет, зв'язування ніг тощо), дискримінації, відтворення, каліцтва традиційних забобонів і звичних сил жінок на основі розвитку продуктивних сил необхідно поступово домагатися гендерної рівності в політиці, економіці, соціальному і сімейному аспектах рівності.
До руху вестернізації та реформаторського руху жінки почали хвилю власної сили в Тайпінському Небесному Царстві (1851—1864). Однак у Небесному Царстві Тайпін занадто багато жінок з нижчими ідентичностями. Важко позбутися долі бути використаними. До кінця правління династії Цін жінки, які мали більше знань, брали на себе ініціативу в боротьбі за права жінок, і саме з цього, по суті, і почався фемінізм.
Термін «фемінізм» був вперше переданий Китаю в 1791 році, який був запропонований Олімпою де Гуж і пропагував «визволення жінок». Феміністичний рух у Китаї в основному був започаткований і керований феміністами-чоловіками перед жінками-феміністками.
Серед ключових чоловіків-профеміністів у Китаї ХІХ-ХХ століття були Лян Цічао, Ма Цзюньву та Цзінь Тяньхе. У 1897 році Лян Цічао запропонував заборонити зв'язування ніг і закликав жінок брати участь у робочій силі, політичному середовищі та освіті. Костюм із зав'язуванням ніг давно був створений у Китаї, що було актом для демонстрації краси та соціального статусу жінок, пов'язуючи їхні ноги в дуже маленьке взуття з гарними прикрасами та прикрасами. Лян Цічао запропонував скасувати цей закон через занепокоєння здоров'ям жінок, які мають бути надійними дружинами і турботливими матерями. Він також пропонував зменшити кількість жінок-утриманок у сім'ї і заохочував жінок отримувати право на освіту і працювати, щоб бути економічно незалежними від чоловіків і, зрештою, допомогти нації досягти більшого багатства і процвітання. Що стосується феміністів Ма Цзюньву та Цзінь Тяньхе, то вони обидва підтримували рівність між чоловіками та дружинами, а також правом входити в політичну сферу. Ключовим твердженням Цзінь Тяньхе було те, що жінка є матір'ю нації. Ці погляди чоловіків-феміністів на початку розвитку фемінізму в Китаї репрезентували образ ідеальної жінки в уяві чоловіків.
Ключові феміністки в Китаї в ХІХ-ХХ століттях були Лін Цзунсу, Хе Чжень, Чень Сяфен і Цю Цзінь. Феміністки раннього Китаю більше зосереджувалися на методах або способах, якими жінки повинні поводитися і звільняти себе, щоб досягти рівних і заслужених прав і незалежності. Хе Чжень висловила свою думку, що звільнення жінок не співвідноситься з інтересами нації, і проаналізувала три причини, через які чоловіки-феміністи стали феміністами: слідування західним тенденціям, полегшення свого фінансового тягаря і висока якість відтворення населення. Крім того, Лі Цзунсу запропонувала жінкам боротися за свої законні права, які включають в себе ширші аспекти, ніж у чоловіків-феміністів: заклик до власного права над чоловіками, Цинським судом і в міжнародному масштабі.
За часів династії Цін дискусія про фемінізм мала два виміри, включаючи статеві відмінності між чоловіками та жінками, такі як материнська роль та обов'язки жінки та соціальні відмінності між статями; іншим виміром була мета звільнення жінок. Погляди феміністок були різними: одні вважали, що фемінізм приносить користь нації, а деякі вважали, що фемінізм пов'язаний з індивідуальним розвитком жінок у покращенні їхніх прав і добробуту.
У 1970-х роках марксистська філософія про жінку та фемінізм була перенесена до Китаю і стала керівним принципом феміністичного руху в Китаї, запровадивши теорії класової боротьби для вирішення проблеми якості гендеру. У 1990-х роках все більше жінок-дослідниць адаптувалися до фемінізму в західних країнах і просували фемінізм і рівні права для жінок, публікуючи, перекладаючи і проводячи дослідження глобального фемінізму, а також зробили фемінізм у Китаї частиною своїх досліджень, щоб привернути більше уваги і підвищити обізнаність щодо питань гендерної рівності. Важливим засобом поліпшення статусу жінок у Китаї стало законодавство. Після заснування КНР у 1949 році жінкам були надані ті ж права, що й чоловікам, значною мірою тому, що визволення жінок було представлено як частина визволення китайської нації.

## Мова
Феміністки іноді, хоча й не виключно, виступають прихильницями використання несексистської мови, наприклад, використання «міс» для позначення жінок незалежно від їх шлюбного статусу. Також феміністки з культур, в мовах яких немає роду (як-от англійська), підтримують використання гендерно нейтральної мови, такої як «люди» замість «чоловіки», або «вони» замість «він», коли стать невідома.
Гендерно-нейтральна мова — це мова, спрямована на мінімізацію припущень щодо статі референтів. Пропаганда гендерно-нейтральної мови відображає принаймні дві різні програми: одна спрямована на роз'яснення включення обох статей (гендерно-інклюзивна мова); інша припускає, що стать як категорію рідко варто позначати мовою (гендерно-нейтральна мова). Прихильники іноді описують гендерно-нейтральну мову як несексистську мову, а опоненти — як політкоректну мову.
Рух не лише прийшов до того, щоб змінити мову на гендерно нейтральну, але й звернув увагу на те, як люди використовують мову. Емілі Мартін описує концепцію того, як метафори стають гендерними та вкорінюються в повсякденному житті, стаючи способом опису світу. Мартін пояснює, що метафори структурують те, як люди думають, а стосовно науки можуть формувати питання, які ставляться. Якщо не ставляться правильні запитання, відповіді теж не будуть правильними. Наприклад, агресивний сперматозоїд і пасивна яйцеклітина — це метафора, яка здавалася «природною» для людей в історії, але коли вчені переосмислили це явище, вони знайшли нову відповідь. «Сперматозоїд намагається відійти навіть від самої яйцеклітини, але її стримують молекули на поверхні яйцеклітини, які з'єднуються з аналогами на поверхні сперматозоїда, скріплюючи сперматозоїд, доки яйцеклітина не поглине його». Метою фемінізму є побачити ці гендерні метафори та привернути до них увагу громадськості. Погляд на речі в новому ракурсі може дати нову інформацію.

## Гетеросексуальні стосунки
Збільшення кількості жінок на робочому місці, починаючи з ХХ століття, вплинуло на гендерні ролі та розподіл праці в домогосподарствах. Соціологиня Арлі Рассел Гохшильд у книгах «Друга зміна» та «Прив'язка часу» наводить докази того, що в парах із двома кар'єрами чоловіки та жінки в середньому витрачають приблизно однакову кількість часу на роботу, але жінки все одно витрачають більше часу на хатню роботу. Письменниця-феміністка Кеті Янг відповідає на твердження Гохшильд, стверджуючи, що в деяких випадках жінки можуть перешкоджати рівноправній участі чоловіків у хатній роботі та вихованні дітей. Економісти Марк Агіар та Ерік Герст підрахували, що з 1960-х років кількість часу, який жінки витрачають на хатню роботу, значно скоротилася. Дозвілля як для чоловіків, так і для жінок, зросло значно і приблизно однакове для обох статей. Джеремі Грінвуд, Анант Сешадрі та Мехмет Йорукоглу стверджують, що впровадження сучасних побутових приладів у побуті дозволило жінкам вийти на роботу.
Феміністична критика внеску чоловіків у догляд за дітьми та хатню працю в західному середньому класі, як правило, зосереджується на тому, що несправедливо очікувати від жінок, що вони виконуватимуть більше половини домашньої роботи та догляду за дітьми, коли обидва члени подружжя виконують рівну частку роботи поза домом. Кілька досліджень надають статистичні докази того, що фінансовий дохід одружених чоловіків не впливає на рівень їхньої участі у виконанні домашніх обов'язків.
У «Сомнівних концепціях» Крістін Люкер обговорює вплив фемінізму на вибір дівчат-підлітків народжувати дітей як у шлюбі, так і поза ним. Вона каже, що оскільки народження дітей поза шлюбом стало більш прийнятним у суспільстві, молоді жінки, особливо бідні, хоча й не народжували дітей частіше, ніж у 1950-х, тепер бачать менше причин одружуватися до народження дитини. Вона пояснює це тим, що економічні перспективи для бідних чоловіків є незначними, тому бідні жінки мають низькі шанси знайти чоловіка, який зможе забезпечити надійну фінансову підтримку через зростання безробіття через збільшення кількості працівників на ринку, від просто чоловіки жінкам і чоловікам.
Деякі дослідження припускають, що і чоловіки, і жінки сприймають фемінізм як несумісний з романтикою. Однак нещодавнє опитування американського студентства і людей старшого віку показало, що фемінізм насправді позитивно впливає на здоров'я стосунків для жінок і сексуальне задоволення для чоловіків, і не знайшло підтримки негативним стереотипам про феміністок.
Вірджинія Сатір сказала, що потреба у вихованні стосунків виникла внаслідок зміни гендерних ролей, коли жінки отримали більше прав і свобод протягом ХХ століття:
"У ХХ столітті ми прийшли з дуже чітко прописаним способом, як чоловіки і жінки в шлюбі повинні поводитися одне з одним ... Модель стосунків між чоловіком і дружиною була домінуючою чоловічою та покірною жіночою ... З тих пір настала нова ера ... клімат відносин змінився, і жінки більше не бажали бути покірними ... Кінець домінантної / покірної моделі у стосунках був на носі. Однак на зміну старій моделі мало що прийшло; пари борсалися ... Озираючись назад, можна було б очікувати, що буде багато хаосу і багато сварок. Перехід від моделі домінування / підпорядкування до моделі рівності є монументальним зрушенням. Ми вчимося, як на практиці можуть функціонувати відносини, засновані на справжньому почутті рівності"— Virginia Satir, Introduction to PAIRS

## Жіноче здоров'я
Історично склалася потреба у вивченні та сприянні здоров'ю і благополуччю жінок, чого раніше не вистачало. Лонда Шибінґер вважає, що звичайна біомедична модель більше не є адекватною і існує потреба в ширшій моделі, яка б забезпечувала турботу про всі аспекти життя жінки. Шибінґер описує шість складових, які повинні мати місце для досягнення успіху: політичний рух, академічні жіночі дослідження, позитивні дії, закон про рівність у сфері охорони здоров'я, геополітичні сили та професійні жінки, які не бояться відкрито говорити про жіночі проблеми. Політичні рухи походять з вулиць і є тим, що люди в цілому хочуть бачити зміненим. Академічні жіночі студії — це підтримка університетів у викладанні предмета, з яким більшість людей ніколи не стикалися. 
Позитивні дії — це законодавчі зміни, які визнають і роблять щось для того, щоб виправити ті часи зневаги, яких зазнавали люди. Закон про справедливість у сфері охорони здоров'я жінок юридично закріплює ідею про те, що медицина повинна бути перевірена за відповідними стандартами, наприклад, шляхом залучення жінок до наукових досліджень, а також виділяє певну суму грошей на дослідження захворювань, які є специфічними для жінок. Дослідження показали, що бракує досліджень аутоімунних захворювань, від яких переважно страждають жінки. «Незважаючи на їхню поширеність і захворюваність, досягнуто незначного прогресу в кращому розумінні цих станів, визначенні факторів ризику або розробці ліків», — йдеться в статті, яка підкреслює, що ще потрібно зробити. Геополітичні сили можуть покращити стан здоров'я. Коли країна не відчуває загрози війни, з'являється більше фінансування та ресурсів, щоб зосередитися на інших потребах, таких як здоров'я жінок. Нарешті, жінки-професіонал ки, які не бояться говорити про жіночі проблеми, спонукають жінок йти на цю роботу і не допускати, щоб вони діяли лише як чоловіки, а натомість проявляли свою стурбованість здоров'ям жінок. Для того, щоб відбулися зміни у сфері охорони здоров'я жінок, необхідно врахувати ці шість факторів.

## Релігія
Феміністична теологія — це рух, який переглядає традиції, практики, священні писання та теології релігій з феміністської точки зору. Деякі з цілей феміністичної теології включають підвищення ролі жінки серед духовенства та релігійних авторитетів, переосмислення домінуючих андроцентричних образів і мови про Бога, визначення місця жінки щодо кар'єри та материнства та вивчення образу жінки в релігійних уявленнях священних текстів.
Феміністичний рух глибоко вплинув на релігію та теологію. У ліберальних напрямках протестантського християнства жінкам нині дозволено бути висвяченими в духовенство, а в реформістському, консервативному та реконструкціоністському юдаїзмі жінки служать рабинками та канторками. У деяких із цих груп деякі жінки поступово отримують владні позиції, які раніше обіймали лише чоловіки, і їхні перспективи тепер лежать у розробці нових тверджень віри. Ці тенденції, однак, зустріли опір у більшості течій ісламу, католицизму та православного християнства. У католицькій церкві більшість жінок розуміють, що через догмат віри вони вимушені займати в сім'ї місце любові та зосереджуватися на сім'ї. Вони також розуміють потребу піднятися вище, що не обов'язково означає, що жінку можна вважати меншою, але фактично рівною чоловікові, який покликаний бути патріархом сім'ї та забезпечувати любов і керівництво нею.
Християнський фемінізм — це напрям феміністичного богослов'я, який прагне переосмислити і зрозуміти християнство у світлі рівності жінок і чоловіків. Хоча серед християнських феміністок не існує стандартного набору переконань, більшість з них погоджуються, що Бог не дискримінує на основі біологічно обумовлених характеристик, таких як стать.
Ранні феміністки, такі як Елізабет Кеді Стентон, зосереджувалися майже виключно на тому, щоб «зробити жінок рівними чоловікам». Проте християнський феміністичний рух вирішив зосередитися на мові релігії, оскільки вони розглядали історичну приналежність Бога до чоловічої статі як результат всепроникного впливу патріархату. Розмарі Редфорд Рютер надала систематичну критику християнської теології з феміністичної та теїстичної точок зору. Стентон була агностикинею, а Рютер — агностикинею, яка народилася від батьків-католиків, але більше не сповідувала віру.
Ісламський фемінізм стурбований роллю жінки в ісламі та прагне до повної рівності всіх мусульман, незалежно від статі, у суспільному та приватному житті. Незважаючи на те, що піонерки руху мають коріння в ісламі, вони також використовували світські та західні феміністські дискурси. Прихильниці руху прагнуть висвітлити глибоко вкорінене вчення про рівність у Корані та заохочують поставити під сумнів патріархальне тлумачення ісламського вчення через Коран, хадиси (вислови Мухаммеда) і шаріат (закон) з метою створення більш рівноправних умов і суспільства.
Єврейський фемінізм прагне покращити релігійний, правовий і соціальний статус жінок в юдаїзмі та відкрити нові можливості для релігійного досвіду та лідерства для єврейських жінок. У сучасній формі цей рух можна простежити до початку 1970-х років у США. За словами Джудіт Пласков, яка зосереджувалася на фемінізмі в реформістському юдаїзмі, головними проблемами ранніх єврейських феміністок у цих рухах були виключення з чоловічої молитовної групи або міньяну, звільнення від позитивних обмежених у часі міцви і нездатність жінок бути свідками та ініціювати розлучення.
Деякі феміністки з 1970-х років також підхопили рух Богині.

## Компанії
Феміністські активістки заснували низку феміністичних підприємств, включаючи жіночі книжкові магазини, феміністські кредитні спілки, феміністські медіа, феміністські каталоги поштового замовлення та феміністські ресторани. Ці підприємства процвітали під час другої та третьої хвилі фемінізму в 1970-х, 1980-х та 1990-х. Незважаючи на те, що діапазон феміністичних підприємств значно розширився, дослідження показало, що підприємства, якими володіють жінки, часто описують як неефективні, оскільки їхній бізнес залишається малим і маргінальним. Жінки все ще мають високий рівень бар'єрів, щоб стати підприємицями, порівняно з чоловіками.

### Суб'єкти або міжнародні організації
- Феміністичні рухи та ідеології
- Радикальний фемінізм
- Матеріалістичний фемінізм
- Соціалістичний фемінізм
- Фемінізм справедливості
- Єврейський фемінізм
- Всебічна сексуальна освіта
- Освіта у сфері стосунків
- Сексуальна революція
- Хронологія виборчих прав жінок
- Жінки, культура і суспільство
- Міжнародна ліга жінок за мир і свободу
- Жіночий визвольний рух
- Список феміністок та профеміністів
- Суфражизм

### За континентом
- Фемінізм в Африці
- Фемінізм в Азії
- Фемінізм у Європі
- Фемінізм у Північній Америці
- Фемінізм в Океанії
- Фемінізм у Південній Америці

### Статті щодо країни чи регіону
- Фемінізм у Великій Британії
- Фемінізм у США
- Фемінізм в Україні